# Norheimsund
Norheimsund es el centro administrativo del municipio de Kvam en la provincia de Hordaland, Noruega. Se ubica en el lado norte del Hardangerfjord, a unos 80 km de la ciudad de Bergen. El poblado de Øystese se ubica 4 km al noreste y Vikøy 3 km al sureste. Steine es un suburbio al oeste de Norheimsund. En 2012 tenía 2224 habitantes, siendo el núcleo urbano más grande del municipio.
Norheimsund tiene una alta afluencia de turistas en época estival. La cascada Steinsdalsfossen fue en 2006 la sexta atracción natural más visitada en Noruega.
Es sede del gobierno municipal y del comercio local, incluyendo fábricas, plantas madereras y de alimentos. El periódico Hordaland Folkeblad tiene su sede aquí, al  igual que la iglesia de Norheimsund. La zona costera ha sufrido dos reformas de diseño, una en el 2000 (desarrollo local) y en 2013 (turística).

## Historia
El centro de la localidad fue destruido en un incendio el 7 de octubre de 1932. La estética pasó de la tradicional a una más funcional. Durante la ocupación alemana en la Segunda Guerra Mundial, los nazis construyeron campos de entrenamiento y fortificaciones en la bahía.